# Грималди (Италия)
 Тази статия е за селото в Южна Италия.  За владетелската династия вижте Грималди.  За английския актьор вижте Джоузеф Грималди.
Грима̀лди (на италиански: Grimaldi) е село и община в Южна Италия, провинция Козенца, регион Калабрия. Разположено е на 650 m надморска височина. Населението на общината е 1717 души (към 2012 г.).